# ون بیورن (میزوری)
ون بیورن، میزوری (به انگلیسی: Van Buren, Missouri) یک شهر در ایالات متحده آمریکا است که در شهرستان کارتر، میزوری واقع شده‌است.

## خصوصیات
ون بیورن ۵٫۱۸ کیلومترمربع مساحت و ۸۱۹ نفر جمعیت دارد و ۱۴۴ متر بالاتر از سطح دریا واقع شده‌است.